# Pure Heroine Tour
Il Pure Heroine Tour è stato il primo tour musicale della cantautrice neozelandese Lorde, in supporto del suo primo album in studio Pure Heroine (2013).

## Scaletta
Questa è la scaletta del concerto del 6 ottobre 2014 a Los Angeles. Non è pertanto rappresentativa di tutti i concerti.
1. Glory and Gore
2. White Teeth Teens
3. Tennis Court
4. Buzzcut Season
5. No Better
6. 400 Lux
7. Flashing Lights (cover di Kanye West)
8. Bravado
9. Biting Down
10. Heavenly Father (cover di Bon Iver)
11. Still Sane
12. Ribs
13. Royals
14. Yellow Flicker Beat
15. Team
16. A World Alone

## Date del tour
| Data              | Città             | Stato         | Luogo                                   |
| Nord America      | Nord America      | Nord America  | Nord America                            |
| ----------------- | ----------------- | ------------- | --------------------------------------- |
| 6 agosto 2013     | New York City     | Stati Uniti   | Le Poisson Rouge                        |
| 8 agosto 2013     | Los Angeles       | Stati Uniti   | Echoplex                                |
| 24 settembre 2013 | Los Angeles       | Stati Uniti   | The Fonda Theatre                       |
| 25 settembre 2013 | Los Angeles       | Stati Uniti   | Belasco Theater                         |
| 27 settembre 2013 | San Francisco     | Stati Uniti   | The Fillmore                            |
| 28 settembre 2013 | Seattle           | Stati Uniti   | Showbox at The Market                   |
| 30 settembre 2013 | New York City     | Stati Uniti   | Webster Hall                            |
| 1º ottobre 2013   | New York City     | Stati Uniti   | Webster Hall                            |
| 3 ottobre 2013    | New York City     | Stati Uniti   | Warsaw                                  |
| 6 ottobre 2013    | Toronto           | Canada        | Danforth Music Hall                     |
| Oceania           |                   |               |                                         |
| 16 ottobre 2013   | Brisbane          | Australia     | The Zoo                                 |
| 17 ottobre 2013   | Sydney            | Australia     | The Metro Theatre                       |
| 18 ottobre 2013   | Sydney            | Australia     | The Metro Theatre                       |
| 19 ottobre 2013   | Canberra          | Australia     | Zierholz at UC                          |
| 21 ottobre 2013   | Melbourne         | Australia     | Corner Hotel                            |
| 22 ottobre 2013   | Melbourne         | Australia     | Corner Hotel                            |
| Nord America      |                   |               |                                         |
| 3 marzo 2014      | Austin            | Stati Uniti   | Austin Music Hall                       |
| 4 marzo 2014      | Dallas            | Stati Uniti   | South Side Ballroom                     |
| 5 marzo 2014      | Houston           | Stati Uniti   | Bayou Music Center                      |
| 7 marzo 2014      | Washington        | Stati Uniti   | Echostage                               |
| 8 marzo 2014      | Upper Darby       | Stati Uniti   | Tower Theatre                           |
| 10 marzo 2014     | New York City     | Stati Uniti   | Roseland Ballroom                       |
| 11 marzo 2014     | New York City     | Stati Uniti   | Roseland Ballroom                       |
| 12 marzo 2014     | New York City     | Stati Uniti   | Roseland Ballroom                       |
| 14 marzo 2014     | Boston            | Stati Uniti   | Orpheum Theatre                         |
| 15 marzo 2014     | Toronto           | Canada        | Sound Academy                           |
| 16 marzo 2014     | Detroit           | Stati Uniti   | The Fillmore                            |
| 18 marzo 2014     | Chicago           | Stati Uniti   | Aragon Ballroom                         |
| 20 marzo 2014     | St. Louis         | Stati Uniti   | Peabody Opera House                     |
| 21 marzo 2014     | Kansas City       | Stati Uniti   | Arvest Bank Theatre at The Midland      |
| 22 marzo 2014     | Denver            | Stati Uniti   | Fillmore Auditorium                     |
| 24 marzo 2014     | Seattle           | Stati Uniti   | WaMu Theater                            |
| 26 marzo 2014     | Oakland           | Stati Uniti   | Fox Theater                             |
| 27 marzo 2014     | Oakland           | Stati Uniti   | Fox Theater                             |
| 9 aprile 2014     | Città del Messico | Messico       | Auditorio BlackBerry                    |
| 17 aprile 2014    | Phoenix           | Stati Uniti   | Comerica Theatre                        |
| Europa            |                   |               |                                         |
| 26 maggio 2014    | Utrecht           | Paesi Bassi   | TivoliVredenburg Ronda                  |
| 29 maggio 2014    | Berlino           | Germania      | Columbiahalle                           |
| 5 giugno 2014     | Londra            | Regno Unito   | O2 Shepherd's Bush Empire               |
| 6 giugno 2014     | Londra            | Regno Unito   | O2 Brixton Academy                      |
| Oceania           |                   |               |                                         |
| 5 luglio 2014     | Perth             | Australia     | HBF Stadium                             |
| 8 luglio 2014     | Adelaide          | Australia     | Adelaide Entertainment Centre           |
| 11 luglio 2014    | Sydney            | Australia     | Hordern Pavilion                        |
| 12 luglio 2014    | Sydney            | Australia     | Hordern Pavilion                        |
| 15 luglio 2014    | Melbourne         | Australia     | Festival Hall                           |
| 16 luglio 2014    | Melbourne         | Australia     | Festival Hall                           |
| 19 luglio 2014    | Newcastle         | Australia     | Entertainment Centre                    |
| 20 luglio 2014    | Brisbane          | Australia     | Riverstage                              |
| Asia              |                   |               |                                         |
| 29 luglio 2014    | Tokyo             | Giappone      | Shinagawa Stellar Ball                  |
| Nord America      |                   |               |                                         |
| 5 settembre 2014  | Filadelfia        | Stati Uniti   | The Mann Center                         |
| 7 settembre 2014  | Lewiston          | Stati Uniti   | Artpark Amphitheater                    |
| 12 settembre 2014 | Toronto           | Canada        | Echo Beach                              |
| 14 settembre 2014 | New York City     | Stati Uniti   | Pier 97                                 |
| 15 settembre 2014 | New York City     | Stati Uniti   | United Palace Theatre                   |
| 16 settembre 2014 | New York City     | Stati Uniti   | United Palace Theatre                   |
| 18 settembre 2014 | Raleigh           | Stati Uniti   | Red Hat Amphitheater                    |
| 22 settembre 2014 | Nashville         | Stati Uniti   | Grand Ole Opry House                    |
| 23 settembre 2014 | Columbus          | Stati Uniti   | Lifestyle Communities Pavilion          |
| 24 settembre 2014 | Cleveland         | Stati Uniti   | Jacobs Pavilion at Nautica              |
| 26 settembre 2014 | Milwaukee         | Stati Uniti   | BMO Harris Pavilion                     |
| 27 settembre 2014 | Council Bluffs    | Stati Uniti   | Harrah's Stir Concert Cove              |
| 29 settembre 2014 | Broomfield        | Stati Uniti   | 1stBank Center                          |
| 30 settembre 2014 | Las Vegas         | Stati Uniti   | The Joint at Hard Rock Hotel            |
| 2 ottobre 2014    | Berkeley          | Stati Uniti   | Greek Theatre                           |
| 6 ottobre 2014    | Los Angeles       | Stati Uniti   | Greek Theatre                           |
| 7 ottobre 2014    | Los Angeles       | Stati Uniti   | Greek Theatre                           |
| 9 ottobre 2014    | Santa Barbara     | Stati Uniti   | Santa Barbara Bowl                      |
| 10 ottobre 2014   | San Diego         | Stati Uniti   | Cal Coast Credit Union Open Air Theatre |
| Oceania           |                   |               |                                         |
| 27 ottobre 2014   | Christchurch      | Nuova Zelanda | Horncastle Arena                        |
| 29 ottobre 2014   | Dunedin           | Nuova Zelanda | Dunedin Town Hall                       |
| 31 ottobre 2014   | Wellington        | Nuova Zelanda | TSB Bank Arena                          |
| 1º novembre 2014  | Auckland          | Nuova Zelanda | Vector Arena                            |